# ステファン・バイチェティッチ
- ステファン・バイチェティッチ
- ステファン・バイセティッチ
- ステファン・バイチェティック
- ステファン・バイセティック

ステファン・バイチェティッチ・マキエイラ（セルビア語: Стефан Бајчетић Макијеира, スペイン語: Stefan Bajčetić Maquieira、2004年10月22日 - ）は、スペインのガリシア州ポンテベドラ県ビーゴ出身のサッカー選手。プレミアリーグ・リヴァプールFC所属。ポジションはディフェンダー、ミッドフィールダー。
父のスルジャン・バイチェティッチも元サッカー選手である。

## 経歴

### リヴァプール
2022年8月27日のプレミアリーグ、AFCボーンマス戦に出場し17歳10ヶ月5日でトップチームデビューを果たした。2022年12月26日のプレミアリーグ、アストン・ヴィラFC戦に出場し18歳2ヶ月4日でトップチーム初ゴールを決めた。2023年1月にはチームと長期の契約を延長した。
2024年8月31日、レッドブル・ザルツブルクにレンタル移籍した。
2025年1月31日、UDラス・パルマスにレンタル移籍した。